# Антон Челеби
Анто́н Челеби́ (?, Бурса — ?, Ливорно) — армянский шёлковый магнат и чиновник в Османской империи второй половины XVII века. Губернатор Бурсы и сборщик налогов Измира (Смирны). Один из богатейших людей Средиземноморья XVII века. Гонфалоньер Ливорно.
После того как он узнал об убийстве своего брата, из-за угрозы тоже быть убитым османским султаном, Антон бежал в Ливорно, где стал гонфалоньером города и очень важным судовладельцем в небольшом тосканском флоте.

## Исторический контекст
Торговля в османской Смирне в основном держалась армянами и греками. Греки в первую очередь были заняты импортом, тогда как армяне — экспортом османских товаров в Англию, Францию и другие европейские страны. Почти исключительно армянами контролировалась шёлковая торговля. Бурса и Измир были одними из городов на пути перевозивших шёлк караванов из северных провинций Персии в Западную Анатолию, в которых сформировались армянские торговые колонии. Армянские купцы первыми в Османской империи начали предпринимать попытки выйти на рынки Европы.

## Деятельность
Был губернатором Бурсы и сборщиком налогов Измира примерно в середине XVII века.
Был богатым торговцем шёлком во второй четверти XVII века. Имел офисы как в Смирне, так и в Константинополе.
Будучи в должности губернатора Бурсы (1650-е годы), после того как Антон узнал об убийстве своего брата, из-за угрозы быть убитым османским султаном он решил бежать из города в Ливорно и перевести туда своё состояние. В это же время знаменитый венецианский путешественник Николао Мануччи проезжал через Бурсу по пути в Индию. Антон любезно принял гостя в своей загородной резиденции, но покинул город прямо во время визита Мануччи.
Антон бежал в Ливорно, где он принял католичество и был избран главой административного городского совета как гонфалоньер. Также Антон стал очень важным судовладельцем в небольшом тосканском флоте и владел шестью кораблями, которые курсировали между Измиром или Алесандреттой (Искендеруном) и Ливорно два раза в год. Также в Ливорно он открыл хаммам.

## Свидетельства
Армянский историк XVII века Аракел Даврижеци в своей «Книги историй» описывает встречу своего учителя католикоса Филиппоса Ахбакеци с Антоном Челеби:
В то время когда католикос владыка Филиппос находился в Константинополе, был там и некий муж-христианин, армянин по происхождению, по имени Антон Челеби; был он родом из города Бурсы, дом и место жительства его были в Бурсе. Но и в городе Измире тоже были у него дома и палаты, а также были у него великолепные дома и дворцы, ярко украшенные позолотой, и в Константинополе. Антон Челеби был человек очень знатный и пользовался такой славой, что известен был даже при дворе османского государя, а также в дальней стране франков и в Персии, ибо был он весьма богат и состоятелен. Занимался он торговлей, в связи с чем временно жил то в Константинополе, то в Смирне, т. е. Измире. И когда прибывали караваны купцов из страны персов в город Измир, он скупал сразу весь груз, что бы там ни было — абрешум или тафариз, и сразу же выплачивал всю сумму. Также когда из страны франков по морю прибывали корабли, гружённые вьюками драгоценных товаров, он один скупал сразу весь груз корабля и тотчас же платил деньги.
Случилось так, что в те дни, когда католикос Филиппос находился в Константинополе, был там и Антон Челеби, который, видя апостольскую учёность и благочестивый образ жизни владыки Филиппоса, полюбил его и привязался к нему. И владыка Филиппос сказал ему: «Так как всемогущий щедро одарил тебя всем, как-то: большим богатством, множеством слуг и славным именем,— то следовало бы тебе в соответствии с почтенным именем твоим оставить что-либо значительное в [родной] стране как духовную память о себе; вот перед тобой одна из них — колокольня Эчмиадзина; нужда в ней большая, но у нас её нет. Так вот, я хочу, чтобы этот недостаток святого престола восполнил бы ты». А Челеби с великой охотой добровольно склонился к повелению патриарха, обещал выполнить поручение его и сказал патриарху: «Раз такова воля твоя и это нужно святому престолу Эчмиадзинскому, ты станешь моим представителем и отцом. Когда с божьей помощью ты отправишься в святой Эчмиадзин, приступай к строительству [колокольни], такой, какая тебе будет угодна,— широкой и просторной, прочной и высокой, красиво разрисованной. Я охотно полностью и даже с лихвой оплачу все денежные расходы, которые там будут».
Приехав в Эчмиадзин в соответствии с этой договорённостью католикос Филиппос начал строительство колокольни, заложив её основание в 1654 году, однако скончался в следующем году, что помешало делу и приостановило её возведение. Строительство колокольни было завершено в 1658 году при католикосе Иакобе Джугаеци.

## После смерти
Богатая армянская купеческая семья Челеби была очень активным членом армянской общины Ливорно.
25 октября 1695 года архиепископ Иерусалимский Ованес написал письмо видным купцам Ливорно, в их числе Саркису Челеби и Ага ди Матосу, в котором, помимо просьбы о финансовой помощи, подробно описал захват судна с паломниками, которые плыли из Константинополя в Иерусалим в ходе своего ежегодного паломничества. Корабль «Иерусалим», построенный и принадлежавший покойному Антону Челеби, с 200 армянами, в том числе епископами, священниками, монахами, пожилыми мужчинами и женщинами, детьми, а также 30 греками, 5 евреями и ещё 3 другими людьми на борту был захвачен французскими корсарами, которые ограбили всех паломников и выбросили их на остров голыми и голодными на четыре дня. Некоторые паломники добрались до Иерусалима в отчаянном состоянии. Архивы не дают сведений о дальнейших событиях этой истории.